# Bernd Dietrich
Bernd Dietrich (ur. 4 lutego 1944) – niemiecki wokalista, kompozytor, muzyk i producent. Znany jako współtwórca i współproducent (wraz z Engelbertem Simonsem) popularnej w latach 80. grupy eurodisco – Silent Circle, powstałej z inicjatywy Axela Breitunga.
W latach 70. i 80. XX wieku, pisał i produkował muzykę wielu artystom (m.in. dla Goombay Dance Band, G.G. Andersona, Rolanda Kaisera, Audrey Landers). Współpracował również z polską grupą 2 plus 1, dla której skomponował utwory „Calico Girl” i „Mama Chita”.